# Cyclops cavernarum
Cyclops cavernarum – gatunek widłonoga z rodziny Cyclopidae, nazwa naukowa gatunku została po raz pierwszy opublikowana w 1902 roku przez amerykańskiego paleontologa Edwarda Oscara Ulricha.